# Экологические налоги
Экологические налоги — налоги, связанные с охраной окружающей среды, относимые в документах Европейского союза к одноимённой категории.
Экологические налоги или экологические платежи имеют различную форму и часто по-разному называются. В английском написании наряду со стандартным термином taxes также используются charges, levies, fees, duties. В настоящее время экологические налоги практикуются большинством стран ЕС. Согласно определению Европейского агентства по окружающей среде, экологические налоги могут быть в широком плане определены как «все налоги, база взимания которых оказывает специфическое негативное воздействие на окружающую среду».

## История налогообложения
Экологические налоги в той или иной форме существуют во всех экономически развитых странах. Впервые необходимость их применения на официальном уровне была подтверждена в 1-й Программе действий Европейского союза по охране окружающей среды в 1973 г., и она связывалась с реализацией принципа «загрязнитель платит». Активизация внимания к экологическим налогам и платежам в странах ЕС происходила со второй половины 80-х гг. XX века в связи с повсеместно осуществляемым переходом в области охраны окружающей среды от командно-административных к экономическим методам управления. Ориентация на платежи и налоги как важнейшие экономические инструменты усилилась в начале 90-х гг. XX века в период охватившей развитые страны рецессии, которая сопровождалась обострением проблем занятости и ужесточением конкурентной борьбы.
Концептуальной основой экологизации налоговых систем послужила идея двойного выигрыша (дивиденда) (англ. double dividend, также win-win solutions). Согласно этой идее, экономическое стимулирование охраны окружающей среды и ресурсосбережения посредством введения экологических налогов (платежей) должно одновременно сопровождаться пропорциональным снижением налогового бремени, связанного с социальными выплатами (то есть бремени на доходы), что потенциально позволяет стимулировать рост занятости и поддерживать конкурентоспособность национальных производителей.
В связи с большими различиями в структуре и методах применения национальных экологических налогов, которые оказывают существенное воздействие на условия конкуренции, Комиссия неоднократно ставила вопрос об их гармонизации в рамках Сообщества. В 1991 г. она внесла в Совет ЕС проект директивы о введении единого налога на энергоносители, призванного уменьшить загрязнение атмосферы выбросами углекислого газа. Имеется в виду, что налог будет стимулировать рациональное использование энергии и ориентировать потребителей на экологически более чистое топливо.
Из развитых стран Европы наиболее богатый опыт в этой области накоплен скандинавскими странами. С середины 90-хх гг. интерес к экологическим налогам и платежам стали проявлять и более крупные европейские государства, включая Великобританию, Францию, Италию и Германию. Определённым толчком к согласованному введению экологических налогов и их гармонизации стало принятие в 1994 г. специальной Директивы ЕС по упаковочным отходам. Сложность достижения аналогичных результатов в области налогов на выбросы вредных веществ, в том числе парниковых газов, объясняется тем, что условием их согласованного введения является достижение единодушной поддержки со стороны всех стран — членов Евросоюза. В странах с трансформируемой экономикой заслуживает внимания опыт Польши, Венгрии и Эстонии. Заметен прогресс в данной области и ряда новых индустриальных государств, включая Тайвань, Корею, Малайзию, Таиланд, Сингапур, хотя в последней группе предпочтение по-прежнему отдаётся командно-контрольным рычагам.
В настоящее время экологические налоги занимают существенное место в налоговых системах большинства стран Евросоюза. В этих странах в области налоговой политики реализуются сбережение ресурсов, повышение уровня экологической эффективности и, одновременно, решение широкого круга социальных проблем. Что касается природоохранных направлений современной налоговой политики, то они сегодня охватывают различные уровни экономики, включая глобальный, а также концентрируются на приоритетных с точки зрения загрязнения секторах.
Основная цель экологических платежей — не пополнение государственного бюджета, а стимулирование плательщика к позитивному, с точки зрения охраны окружающей среды, поведению. Экологические налоги — это налоги, которые служат преимущественно охране окружающей среды.

## Виды экологических налогов
Экологические налоги начали применяться скандинавскими странами ещё в 80-е гг. До середины 90-х гг. их роль в налоговых поступлениях росла медленно. В целом по ЕС доля таких налогов в совокупном ВВП стран-членов увеличилась с 2,6 % в 1980 г. до 2,9 % в 1994 г. Небольшой рост отмечался в 1995—1996 гг. в основном за счёт расширения состава членов ЕС. В странах ОЭСР, куда входит большинство европейских стран, сдвиг налогового бремени в сторону экологических налогов — «Зеленая налоговая реформа» — начался в 1995—1996 гг. Во многих странах с эффективно действующим механизмом охраны окружающей среды экологические налоги играют существенную роль.
Опыт стран ЕС и ОЭСР показывает, что под экологическими налогами, составляющими значительную часть доходной базы бюджетов этих стран, понимают именно налоги на опасные для окружающей среды виды хозяйственной деятельности. Иными словами, все, что может вызвать неблагоприятные изменения в окружающей среде, может быть предметом экологического налогообложения. Взяв это определение за основу, Директорат по налогам и таможенным сборам Европейской комиссии разделил экологические налоги на семь групп по областям применения:
- энергетические налоги (англ. energy taxes): на моторное топливо; на энергетическое топливо; на электроэнергию.
- транспортные налоги (англ. transport taxes): налоги на пройденные километры; ежегодный налог с владельца; акцизы при покупке нового или подержанного автомобиля.
- платежи за загрязнения (англ. tax on emissions): эмиссии загрязняющих веществ в атмосферу; выбросы в водные бассейны; выбросы углекислого газа и других вредных веществ (хлорфторуглеродов, оксидов серы и азота, свинца); выбросы веществ, вызывающих глобальные изменения в окружающей среде (такие, как повреждение озонового слоя).
- платежи за размещение отходов (англ. tax on waste). Они включают платежи за размещение отходов на свалках и их переработку и налоги на ряд специальных продуктов (упаковка, батарейки, шины, смазочные масла и т. п.).
- налог на шумовое воздействие (англ. earmarked charges).
- платежи за пользование природными ресурсами (англ. royalty).

## Опыт различных стран в области налогообложения
В Европе наибольшее распространение получили транспортные и энергетические налоги. В той или иной форме они введены во всех странах — членах ЕС. При этом транспортные и энергетические налоги по своей сути являются фискальными налогами, то есть предназначены для получения доходов. Ими также оказывается определённый положительный эффект на окружающую природную среду, но специалисты рассматривают его в качестве не основного, а сопутствующего.
В налоговой системе США налогам, направленным на защиту окружающей природной среды, также уделено большое место. Они составляют особую группу местных налогов. В Нью-Йорке, например, есть налог на очистку нефтяных пятен на водоемах. Имеется налог на корпорации, в результате деятельности которых появляются отходы «риска». Специальным налогом облагаются компании, производящие ёмкости для жидкостей без их вторичного использования (имеются в виду консервные банки и прочая тара, идущая после использования продукции в отходы).
Транспортные налоги, как правило, налагаются в зависимости от типа двигателя транспортного средства.
Энергетические налоги, то есть налоги на определённые виды топлива, призваны повлиять на эмиссию углекислого газа, оксидов азота и серы в атмосферу. Уменьшение использования угольного топлива приводит к сокращению выделения загрязняющих веществ, таких как CO2, особенно на территории городов. Налоги на твёрдые отходы стимулируют эффективное управление процессом их образования посредством уменьшения массы отходов, возвращаемых в окружающую природную среду, а также увеличения их рециклирования[прояснить], включая применение соответствующих технологий в производстве.
Особый интерес представляет налог на энергоносители, используемые в качестве моторного топлива, для отопления и в электроэнергетике. В Нидерландах, например, подобный налог, принятый на основе Закона об охране окружающей среды, взимается с нефтепродуктов, угля и газа, произведенных в стране или импортированных для использования в качестве топлива. Ставки налога установлены в зависимости от степени загрязнения атмосферы при сжигании данного энергоносителя. Следует отметить, что на бензин, дизельное топливо и отопительный мазут налог в Нидерландах взимается в дополнение к соответствующим акцизам, размер которых в ряде случаев также учитывает экологические критерии (например, зависимость ставки акциза на бензин от содержания свинца).
В соответствии с целевой направленностью различают следующие налоги:
- служащие преимущественно покрытию экологических издержек (англ. cost-covering charges). Они подразделяются на: налоги (платежи) за пользование природными ресурсами и экологическими услугами, например, плата за забор воды из водоёмов или сбор и размещение отходов (англ. user charges) и отложенные платежи, включая налоги на шумовое загрязнение, сброс сточных вод на рельеф местности и доходы от животноводства, специальные налоги на батарейки и т. п.
- стимулирующие экологически релевантное поведение производителей и потребителей;
- экологические налоги, имеющие преимущественно фискальную функцию и служащие пополнению бюджета (бюджетов).

Все же основная цель экологических платежей — не пополнение государственного бюджета, а стимулирование плательщика к позитивному, с точки зрения охраны окружающей среды, поведению. Экологические налоги всегда поступают в бюджеты. В соответствии с Законом РФ «Об охране окружающей природной среды» 10 % общей суммы эмиссионных платежей направляется в федеральный бюджет и расходуется на содержание органов экологического контроля. Оставшиеся 90 % перечисляются в экологические фонды (местные, региональные, федеральный) и используются для финансирования природоохранных мероприятий и экологических программ.
Получаемые при этом средства могут направляться на стимулирование охраны природы потребителями, разработку и внедрение безотходных технологий, утилизацию отходов, расчистку старых свалок и т. п. Интересен опыт других стран. Так, в Дании за счёт этих средств действует специальная схема по сбору устаревших и вышедших из употребления автомобилей. В рамках этой схемы владельцам транспортных средств, потребление которых связано с существенной нагрузкой на окружающую природную среду (таковыми считаются автомобили, срок службы которых превышает 10 лет), выплачивается за их «сбор» специальная премия.
В России также взимается плата за загрязнение окружающей природной среды. По данным Министерства природных ресурсов РФ в 1994—2004 гг. уровень промышленного загрязнения воздуха, воды и почвы ежегодно рос в среднем на 5 %. В 2005 г. экологические платежи составили: в электроэнергетике — 0,05 % от затрат предприятий на производство, в топливной промышленности — 0,04 %. Самая высокая доля затрат на экологические мероприятия в цветной металлургии и производстве целлюлозы — 0,1 % и 0,12 % соответственно. Доля «экологических» затрат предприятий ЕС, США и Канады в десятки раз выше средних по России.